# Marine russe
La marine russe, officiellement nommée la flotte maritime militaire de Russie (en russe : Военно-морской флот, Voïenno-morskoï flot), abrégé en VMF (la transcription de ВМФ), est depuis 1992 la composante navale des Forces armées de la fédération de Russie. La désignation internationale des navires de guerre russes est RFS, Russian Federation Ship.
Le commandant en chef de la marine russe est l'amiral Aleksandr Moïsseïev depuis le 10 mars 2024.

## Histoire
Elle est l'héritière de la Marine soviétique qui trouve elle-même ses origines dans la Marine impériale russe. Son quartier-général est depuis le 31 août 2012 à Saint-Pétersbourg après avoir été à Moscou depuis la période soviétique.

### Marine impériale russe

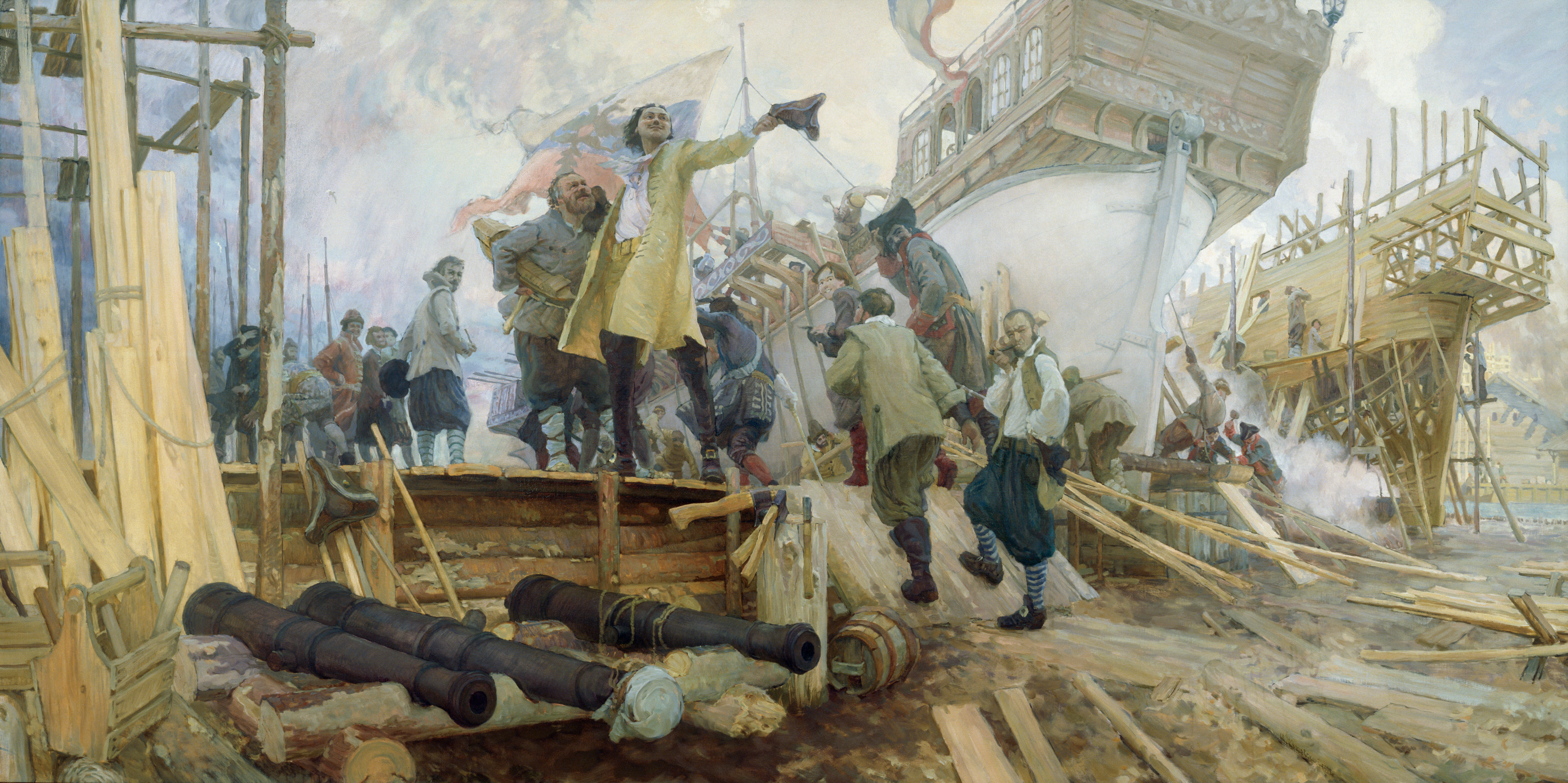
Nouvelle entreprise en Russie.

La marine impériale de Russie en russe : Военно-Морской Флот Российской империи constituait la flotte maritime de l'Empire russe avant la Révolution bolchevique de 1917.
Lors de la deuxième campagne d'Azov en 1696 contre la Turquie pour la première fois, les Russes ont mis en avant 4 vaisseaux de ligne, 4 brûlots, 23 galères et 1 300 navires à fond plat construits sur la rivière Voronej. Après la conquête de la forteresse d'Azov, la Douma boïar discuta du rapport de Pierre Ier le Grand Ier sur cette campagne et décida de commencer la construction de la marine le 20 (30) octobre 1696. Cette date est considérée comme l'anniversaire officiel de la marine russe régulière, dont les navires ont été construits dans les chantiers navals de l'amirauté de Voronej.
La flotte de la Baltique a été construite pendant la Grande Guerre du Nord de 1700-1721. La construction de la flotte de galères a commencé en 1702-1704 dans plusieurs chantiers navals situés sur les estuaires des rivières Syas, Louga et Olonka, ainsi que sur la rivière Svir (aujourd'hui la ville de Lodeïnoïe Pole est le berceau de la flotte de la Baltique). Pour protéger les côtes conquises et attaquer les routes maritimes ennemies en mer Baltique, une flotte de voiliers a été créée à partir de navires construits en Russie et achetés dans d'autres pays. En 1703-1723, la base principale de la flotte baltique se trouvait à Saint-Pétersbourg, puis à Cronstadt. De nouvelles bases ont été créées à Vyborg, Helsingfors, Revel et Abo. Initialement, l'ordre de Vladimir était chargé des affaires de construction navale, plus tard cette fonction a été transférée à l'ordre de l'amirauté.
Son état-major était situé à partir du début du XIXe siècle à l'amirauté de Saint-Pétersbourg.

### Marine soviétique
La marine soviétique (Военно-морской флот СССР, Voyenno-morskoy flot SSSR, littéralement « flotte maritime militaire de l'URSS ») est la marine de guerre de l'Union soviétique. À son apogée, elle est la deuxième puissance militaire maritime du globe (1 742 navires de combat, amphibies et de soutien représentant 3 525 050 de tonnage contre 523 navires de combat, amphibies et de soutien représentant 4 142 830 de tonnage pour l'United States Navy au 1er novembre 1985) et une des branches les plus fortes de l'Armée rouge.

### Marine russe
Elle devient le 7 octobre 2015 la 3e marine à utiliser des missiles de croisière 3M-14T au combat en tirant une salve de ces engins à partir de la mer Caspienne dans le cadre de l'intervention militaire de la Russie en Syrie.
En 2019, elle est la 3e flotte de guerre mondiale en tonnage, dépassée par la marine chinoise au second rang à cette date.
Le 10 mars 2024, le commandant en chef, Nikolaï Ievmenov, est limogé et remplacé par Aleksandr Moïsseïev, dans un contexte d'importantes pertes liées aux attaques de drones navals ukrainiennes en mer Noire.

## Flottes

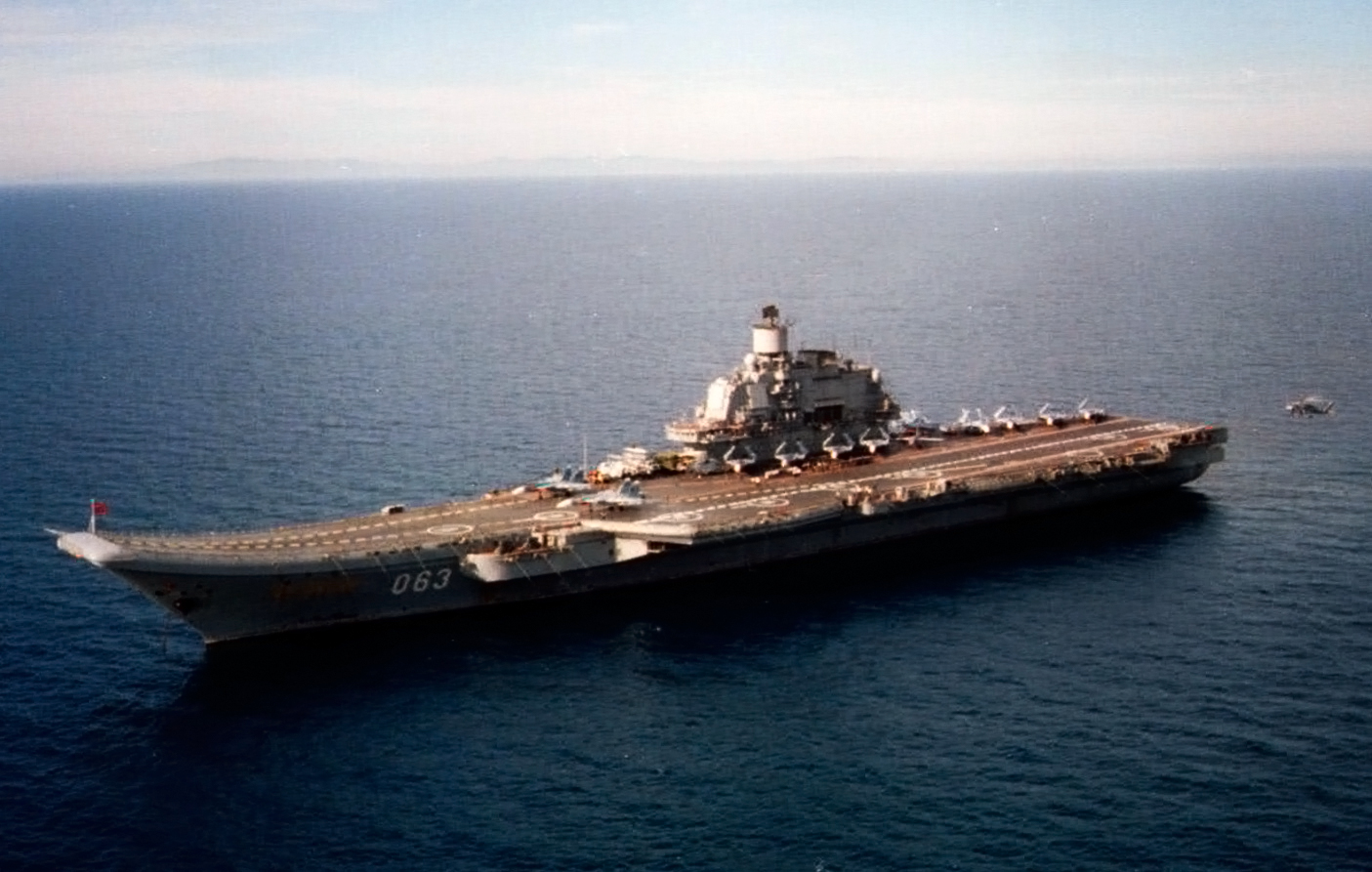
LAmiral Kouznetsov, navire amiral et seul porte-avions russe

- Flotte du Nord
- Flotte du Pacifique
- Flotte de la mer Noire
- Flotte de la Baltique
- Flottille de la mer Caspienne

## Moyens

### Inventaire en 2008
À la fin 2008, la Flotte maritime militaire de Russie disposait d'un peu moins de 300 navires de combat (dont 59 sous-marins, 1 porte-avions, 30 grands bâtiments de surface et 1 grand bâtiment amphibie) représentant moins d’un million de tonnes et ainsi qu'une relativement importante aviation navale basée à terre. L'infanterie de marine russe est relativement importante :
- 1 porte-aéronefs à propulsion classique sans catapultes (Amiral Kouznetsov 46 000 t et 30 aéronefs embarqués dont 24 chasseurs);
- 13 sous-marins nucléaires lanceurs d’engins (SNLE) dont 6 Delta IV ;
- 8 sous-marins nucléaires lanceurs de missiles de croisière (SSGN) (Oscar II Type 949 A) ;
- 8 sous-marins nucléaires d'attaque (SNA) ;
- 1 croiseurs lance-missiles nucléaires (croiseur de bataille dans l'ancienne signification de l'Otan) classe Kirov ;
- 2 croiseurs lance missiles, classe Slava ;
- 5 destroyers lance-missiles ;
- 8 frégates ;
- 10 corvettes et corvettes lance-missiles ;
- 15 bâtiments de guerre des mines divers ;
- 1 transport de chalands de débarquement (TCD) ;
- 26 bâtiments de débarquement de chars ;
- 16 navires amphibies à effet de surface (NES) ;
- 128 bâtiment hydrographique, 28 navires de démagnétisation, 3 navire hôpital, 9 navires de recherche hydroacoustique, 99 bâtiment base de plongeur, 56 repêcheur de torpille, 4 brise-glace, 173 remorqueurs et navire de poussage/pousseurs, 49 Navire-citerne portuaires et petits pétroliers, 8 navire de transport, 37 navire école, 6 bâtiments de renflouement, 35 bateau-pompe de lutte anti-incendie, 8 câbliers, et le yacht présidentiel.

Le corps de Garde-côtes de Russie vient compléter la dotation en patrouilleurs côtiers/littoraux et fluviaux.

### Inventaire en 2012
Au 1er octobre 2012, le tonnage est de 1 041 415 t et son effectif de 146 000 personnes :
- 1 porte-aéronefs à propulsion classique sans catapultes (Amiral Kouznetsov 46 000 t et 30 aéronefs embarqués);
- 13 sous-marins nucléaires lanceurs d’engins (166 270 t et 336 missiles mer-sol balistique stratégique) ;
- 24 sous-marins nucléaires d'attaque et sous-marins nucléaires lanceurs de missiles de croisière (215 700 t.) ;
- 21 sous-marins classiques (47 290 t) ;
- 176 autres bâtiments de combat dont 31 de plus de 2 000 t (293 945 t) ;
- 31 bâtiments amphibies dont 21 de plus de 2 000 t (68 790 t) ;
- 41 bâtiments de soutien (203 020 t).

### Inventaire en 2015/2016
Début 2016, la marine russe reste la deuxième au monde mais elle est talonnée par la marine chinoise qui surpasse en tonnage la flotte de surface russe avec 712 100 t pour 90 grands navires de combat contre 632 700 t pour 157 unités. La force sous-marine russe reste encore au 3e rang mondial. Si on combine leurs flottes de surface et leurs flottes sous-marines respectives, la Russie dispose d'un total de 778 800 t de navires de guerre contre 754 700 t pour la Chine.
Au 1er octobre 2015, voici le tableau des bâtiments de combat océaniques (hors flottille de la Caspienne) :
| Types                              | Opérationnels | Indisponibilité temporaire ou refonte | Total |
| ---------------------------------- | ------------- | ------------------------------------- | ----- |
| SNLE                               | 10            | 3                                     | 13    |
| SNA                                | 8             | 18                                    | 26    |
| SMD                                | 12            | 6                                     | 18    |
| Total Sous-marins                  | 30            | 27                                    | 57    |
| Porte-aéronefs                     | 0             | 1                                     | 1     |
| Croiseurs                          | 3             | 5                                     | 7     |
| Destroyers                         | 7             | 8                                     | 16    |
| Frégates                           | 5             | 3                                     | 11    |
| Bâtiments de débarquement de chars | 14            | 5                                     | 19    |
| Total Bâtiments de surface         | 33            | 22                                    | 55    |
| Total des navires                  | 62            | 50                                    | 112   |

### Inventaire en 2019
En 2019 la Marine russe passe au troisième rang mondial par le tonnage
- 1 porte-aéronefs à propulsion classique sans catapultes (Amiral Kouznetsov 46 000 t et 30 aéronefs embarqués dont 24 chasseurs) qui n'a pratiquement plus été opérationnel depuis 2016, et risque de n'être jamais réparé après la catastrophe intervenue au chantier naval de Roslyakovo le 30 octobre 2018, lors de son arrêt pour une maintenance de longue durée qui devait lui permettre de retrouver le service opérationnel en 2021[10],[11],[12],[13],[14].

| Types                                    | Opérationnels | Indisponibilité temporaire ou refonte | Total |
| ---------------------------------------- | ------------- | ------------------------------------- | ----- |
| SNLE                                     | 10            | 3                                     | 13    |
| SSGN                                     | 1             | 1                                     | 1     |
| SNA                                      | 8             | 17                                    | 25    |
| SMD                                      | 7             | 0                                     | 7     |
| Sous-marins                              | 26            | 21                                    | 46    |
| Porte-aéronefs                           | 0             | 1                                     | 1     |
| Grands bâtiments amphibie                | 1             | 0                                     | 1     |
| Croiseurs                                | 3             | 1                                     | 4     |
| Destroyers                               | 7             | 8                                     | 16    |
| Frégates                                 | 4             | 5                                     | 9     |
| Corvettes                                | 3             | 3                                     | 6     |
| Patrouilleurs lance-missiles             | 3             | 3                                     | 6     |
| Patrouilleurs                            | 1             | 1                                     | 2     |
| Bâtiments de débarquement                | 5             | 5                                     | 19    |
| Bâtiments de renseignement               | 2             | 0                                     | 2     |
| Bâtiment de soutien logistique hauturier | 1             | 0                                     | 1     |
| Chasseurs de mine                        | 2             | 0                                     | 2     |
| Bâtiments de surface                     | 31            | 26                                    | 67    |
| Total des navires                        | 57            | 47                                    | 113   |

## Constructions navales russes

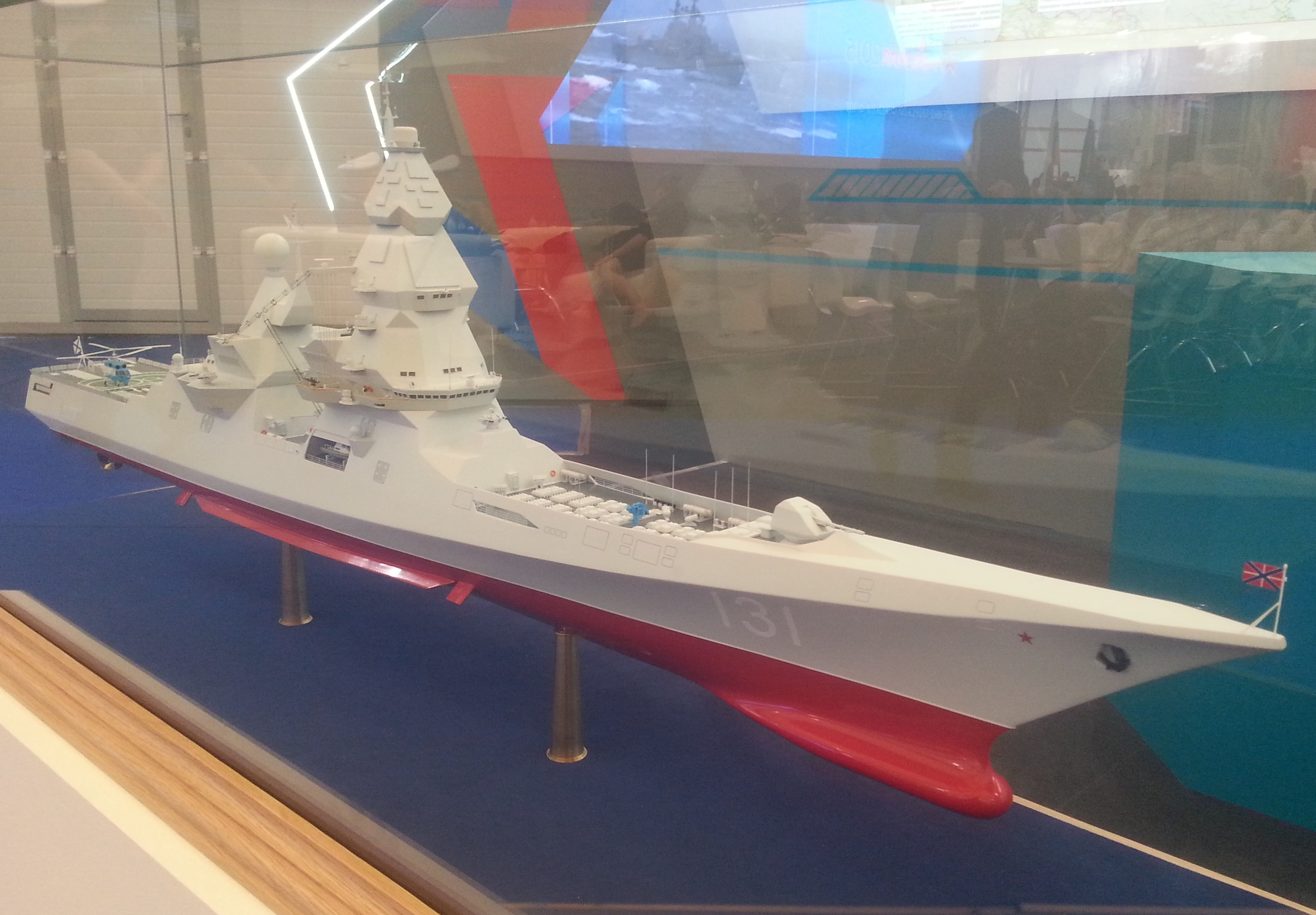
Classe Lider

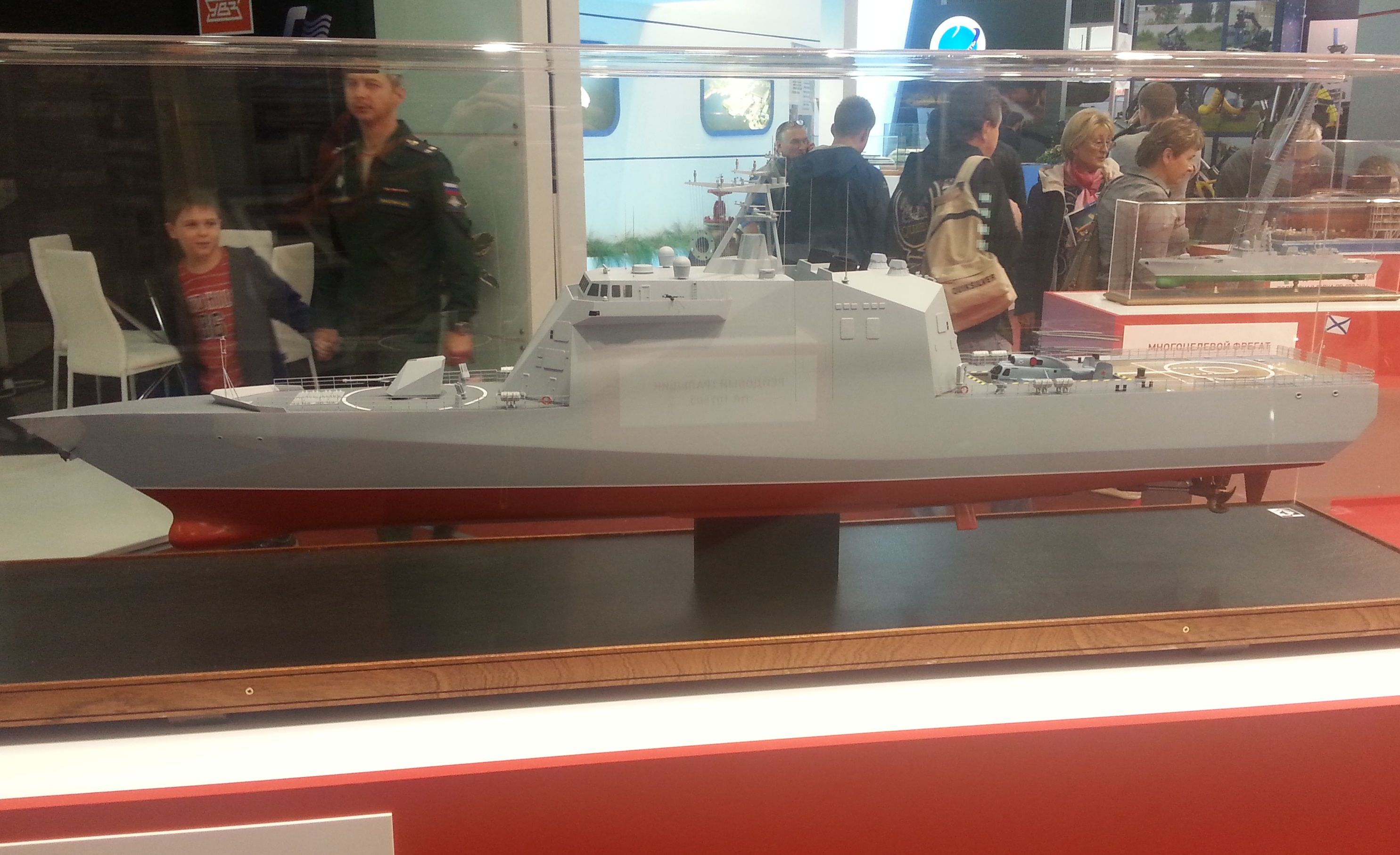
Classe Derzky

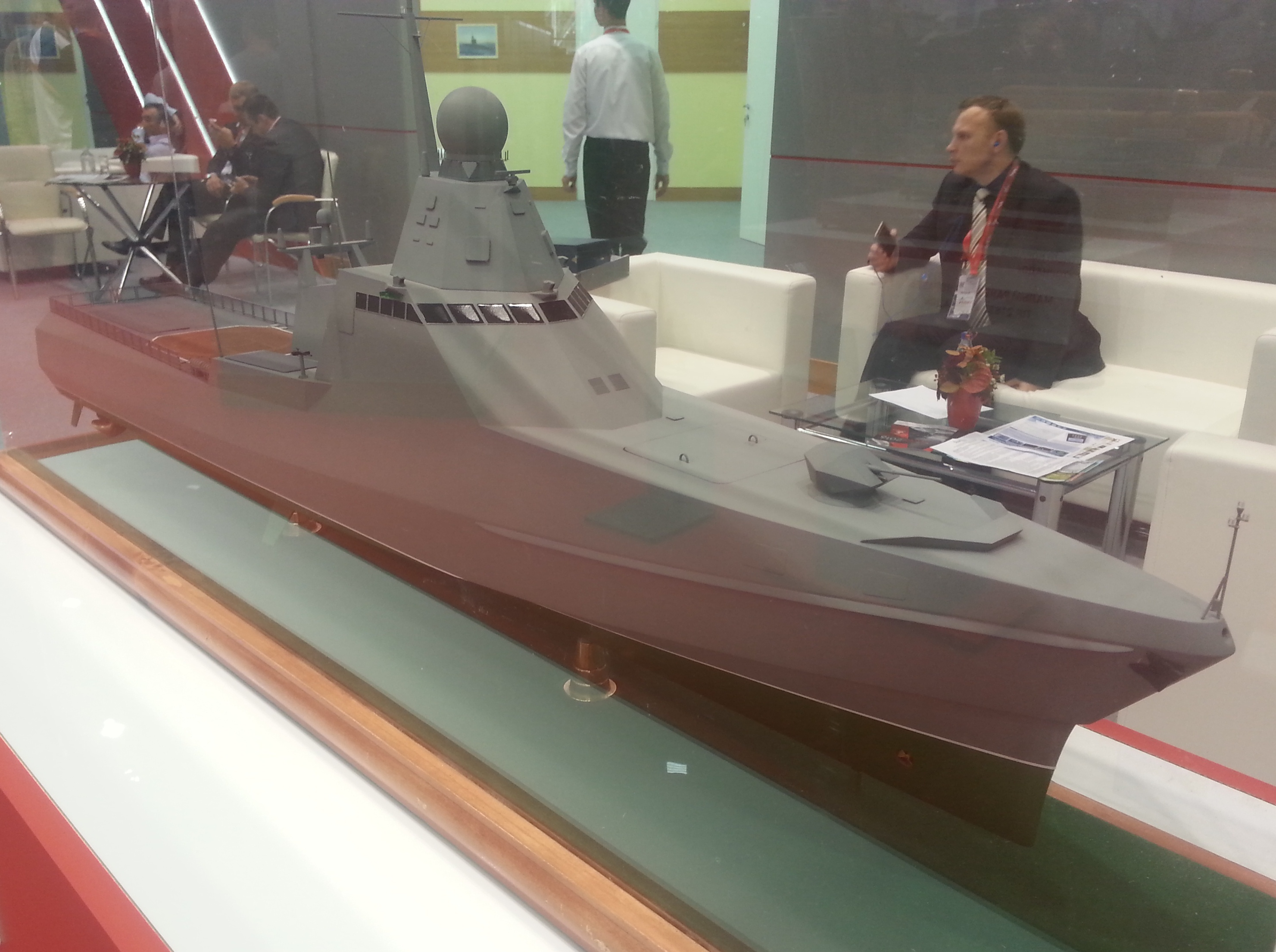
Classe Vasily Bykov

En 2008, la filière de la construction navale russe comprend environ 170 entreprises – dont 45 chantiers navals – employant plus de 200 000 personnes. L’essentiel de l’activité est concentré dans le nord du pays (Baltique, mer Blanche et région de Mourmansk). La conception des navires est assurée par des instituts et des bureaux d’études de Saint-Pétersbourg et les réparations de tous types de bâtiments se font habituellement aux chantiers Zvezdotchka (Severodvinsk) et Zvezda (Bolchoï Kamen). La construction des sous-marins a lieu au chantier Sevmach pour les SNLE, aux chantiers de l’Amirauté (Saint-Pétersbourg) et à Krasnoe Sormovo (Nijni Novgorod) pour le conventionnel [jusqu'en 2005]. La construction des bâtiments de surface (de classe corvettes à destroyers) se fait à Saint-Pétersbourg au Chantier du Nord ou à l’Usine de la Baltique, ainsi qu’à Iantar (Kaliningrad). Sevmach, qui a obtenu le retrofit du porte-aéronefs Amiral Gorchkov vendu à l’Inde en 2013, construira les futurs grands bâtiments de surface de la Marine russe en substitution du chantier ukrainien de Nikolaev. Quant à la production de petits navires, elle a lieu à l’intérieur des terres, en particulier sur la Volga (chantiers de Rybinsk, Iaroslav, Zelenodolsk).
Elle a beaucoup de mal à tenir ses délais de construction depuis la chute de l’URSS et a des difficultés à produire de grands navires. La Russie développe malgré tout les destroyers de Classe Lider et construit actuellement les corvettes de classe Derzky. Les patrouilleur hauturier lance-missile de Classe Vasily Bykov sont entrés en service en 2018.

## Exercices navals conjoints

### Sino-russes
Le 22 avril 2012, la Marine chinoise et la Marine russe démarrent conjointement des exercices navals en mer Jaune sur une durée de six jours. Ces derniers comprennent des simulations de sauvetage de navires détournés, l'escorte d'un navire commercial ainsi que la défense d'un convoi face à des attaques aériennes et maritimes selon RIA Novosti et Xinhua. Impliquant près de 4 000 marins chinois, 16 navires et 2 sous-marins ainsi que 13 avions et 5 hélicoptères chinois, les Russes indiquent quant à eux déployer 7 navires, dont 3 de soutien dans le cadre des exercices.

### Sino-russo-sud-africains

#### 2019
En 2019, la marine russe, chinoise et sud-africaine ont lancé un exercice maritime trilatéral au large de la ville sud-africaine du Cap. L'exercice est le premier exercice naval trilatéral Chine-Russie-Afrique du Sud dans les eaux au large de l'Afrique. Pour cet exercice la chine a déployé la frégate lance missile Type 054A Weifang N°550 qui était déployé dans la corne de l’Afrique pour des opérations anti piraterie. Les russes ont envoyé le croiseur lance-missiles croiseur Marechal Oustinov de classe Slava, le pétrolier Vyaz'ma de la classe Kaliningradneft ainsi qu'un remorqueur de classe Sliva. La marine Sud-africaine a envoyé deux navires dont une frégate de classe Valour et un navire de renseignement de classe Hecla,.

#### 2023
Du 17 au 27 février 2023 les 3 marines ont de nouveau participé à un exercice maritime trilatéral au large de l’Afrique du sud. Les marins Russes, d'Afrique du Sud et de Chine se sont entrainés aux exercices suivants : simulation de tirs d'artillerie, défense d'attaques aériennes d'un ennemi fictif, mesures antiterroristes et des manœuvres tactiques et de l'assistance à un navire en détresse. La Russie est représentée par une frégate de classe Amiral Gorchkov et le pétrolier Kama. La Chine est représentée par le destroyer Huainan (en), une frégate et un navire de soutien, et l'Afrique du Sud par une frégate et deux navires auxiliaires. La Russie a le statut de pays leader dans cet exercice,,.

### Russo-egyptien
Depuis 2015 les marines Russes et Égyptiennes conduisent des exercices annuel conjoint qui sont nommés « Friendship Bridge » (Pont de l'amitié). Les exercices ont généralement lieu au large des cotes Égyptiennes en Méditerranée, mais en 2020 pour marquer l'anniversaire de 5 ans l'exercice a eu lieu en mer Noire, c'était la première fois de son histoire que la Marine Égyptienne a pu pénétrer en mer Noire pour de tels exercices. En 2024 la Marine Russe était représentée par deux navires de la flotte du Pacifique, le croiseur Varyag et le destroyer Marechal Chapochnikov, l'Egypte était représenté par la frégate ENS Al-Qadeer (en).

## Futur

### Porte-hélicoptères et navire d’assaut amphibie
Dès octobre 2009, la Flotte maritime militaire de Russie a exprimé le besoin d'un ou deux bâtiments et de l'éventuelle construction d'autres sous transfert de technologie, avec livraison d'un premier bâtiment fin 2014 et d'un second fin 2015. Selon Vladimir Vyssotski, alors commandant en chef de la Marine russe, la guerre russo-géorgienne a montré l'absence de bâtiments de type LHD. Le coût de la construction d'un tel bâtiment se situerait entre 400 et 500 millions d'euros. Le 24 décembre 2010, un communiqué commun des présidents russe et français annonçait que la Marine russe avait retenu le type Mistral. Deux bâtiments seront construits aux chantiers de l'Atlantique de Saint-Nazaire (STX France) avec la participation des chantiers navals russes OSK (chantiers de la Baltique), et éventuellement, deux autres en Russie. Finalement, le ministre de la Défense Alain Juppé signe à Saint-Nazaire le 25 janvier 2011 avec le vice-Premier ministre de la fédération de Russie, Igor Setchine), une lettre d'intention portant sur la construction de quatre navires. L'accord final pour la construction de deux navires pour un montant de 1,7 milliard de dollars est signé le 17 juin 2011. La construction sera lancée au premier semestre 2012.
Le 2 décembre 2011, le chantier naval de la Baltique signent un contrat de 2,5 milliards de roubles (60,2 millions d'euros) sur la construction des coques de deux porte-hélicoptères de type Mistral. La Marine russe devait les armer avec des hélicoptères Kamov Ka-29 et Ka-52K. La livraison du premier des deux navires, le Vladivostok, a été suspendue par le président français en raison de l'agression russe vis-à-vis de l'Ukraine, donnant lieu à l'affaire des Mistral. Début août 2015, les présidents russe et français ont décidé de rompre le contrat et Paris a remboursé la Russie à la suite de la non-livraison des bâtiments. Ceux-ci n'intégreront donc jamais la flotte russe et rejoindront à la place la marine égyptienne.
En 2015, la Russie lance un nouveau projet. En juillet 2020, la construction de deux navires démarre au chantier naval Zaliv (à Kertch, république de Crimée).

### Projet de porte-avions

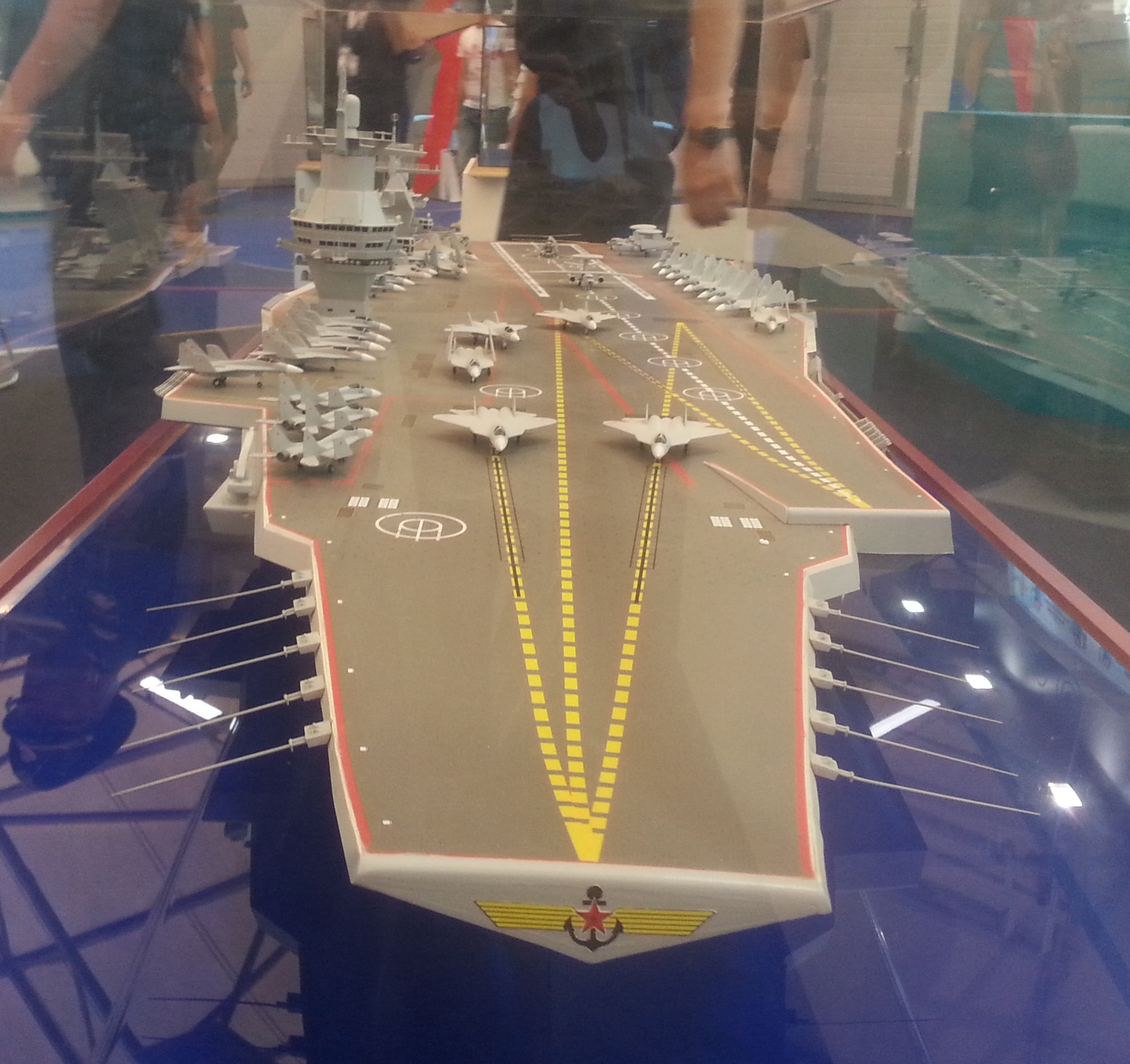
Maquette du Projet 23000E Chtorm présenté en 2015.

La Marine russe avait planifié dans les années 2000 la construction d’un porte-avions après 2015, pour compléter le porte-aéronefs Amiral Kouznetsov. L'objectif annoncé en 2007 étant de disposer à moyen terme d’un groupe aéronaval dans chacune des flottes du Pacifique et du Nord. À plus long terme (20 ou 30 ans), la cible est de trois porte-avions par groupe aéronaval, soit six au total.
Cependant depuis la crise économique qui a secoué les institutions financières, cette ambition est révisée à la baisse, avec objectif d'avoir quatre porte-avions, puis deux nucléaires de 80 000 tpc. Le groupe aéronaval utilisant les porte-avions serait affecté à la flotte du Pacifique avec un BPC classe Mistral d'accompagnement pour chaque porte-avions ; ce projet avorte. Un nouveau projet similaire au Gerald R. Ford américain est en conception, d'abord présenté pour être mis en chantier vers 2025 : c'est le Projet 23000E Chtorm (Tempête), numéro 23000. Un seul est envisagé pour le moment mais il avait été rapporté en 2017 qu’il ne faisait pas partie des priorités du plan « Armement 2025 ».
En date d'avril 2019, on envisage le retrait du seul porte-aéronefs russe à la suite de la mise hors-service du dock flottant PD-50 l'accueillant pour une modernisation.

### Nouvelle base de sous-marins nucléaires
La Russie va construire une nouvelle base sous-marine dans la péninsule du Kamtchatka. La ville de Vilyuchinsk abrite, en 2010, des sous-marins nucléaires. La base est conçue pour recevoir des nouveaux sous-marins stratégiques. De plus une nouvelle base pour bâtiments de surface doit être construite dans la baie d’Avachinskaya à Petropavlovsk-Kamtchatski[réf. nécessaire].

## Insignes

### Grades de marine nationale
Officiers
| Code OTAN équivalent | OF-10            | OF-10            | OF-9                                | OF-9                                | OF-8                               | OF-8                               | OF-7                               | OF-7                               | OF-6                               | OF-6                               | OF-5                                       | OF-5                                       | OF-4                                      | OF-4                                      | OF-3                                      | OF-3                                      | OF-2                                     | OF-2                                     | OF-1                                     | OF-1                                     | OF-1                             | OF-1                             | OF-1                                      | OF-1                                      | OF(D)            | OF(D)            | OF(D)            | OF(D)            | OF(D)            | OF(D)            | OF(D)            | OF(D)            | OF(D)            | OF(D)            | OF(D)            | OF(D)            |
|                      |                  |                  | État-major du commandement suprême  | État-major du commandement suprême  | État-major du commandement suprême | État-major du commandement suprême | État-major du commandement suprême | État-major du commandement suprême | État-major du commandement suprême | État-major du commandement suprême | Personnel de commandement supérieur        | Personnel de commandement supérieur        | Personnel de commandement supérieur       | Personnel de commandement supérieur       | Personnel de commandement supérieur       | Personnel de commandement supérieur       | État-major de commandement moyen         | État-major de commandement moyen         | État-major de commandement moyen         | État-major de commandement moyen         | État-major de commandement moyen | État-major de commandement moyen | État-major de commandement moyen          |                                           |                  |                  |                  |                  |                  |                  |                  |                  |                  |                  |                  |                  |
| -------------------- | ---------------- | ---------------- | ----------------------------------- | ----------------------------------- | ---------------------------------- | ---------------------------------- | ---------------------------------- | ---------------------------------- | ---------------------------------- | ---------------------------------- | ------------------------------------------ | ------------------------------------------ | ----------------------------------------- | ----------------------------------------- | ----------------------------------------- | ----------------------------------------- | ---------------------------------------- | ---------------------------------------- | ---------------------------------------- | ---------------------------------------- | -------------------------------- | -------------------------------- | ----------------------------------------- | ----------------------------------------- | ---------------- | ---------------- | ---------------- | ---------------- | ---------------- | ---------------- | ---------------- | ---------------- | ---------------- | ---------------- | ---------------- | ---------------- |
| Russie               | pas d'équivalent | pas d'équivalent | Amiral de la flotte                 | Amiral de la flotte                 | Amiral                             | Amiral                             | Vice-amiral                        | Vice-amiral                        | Contre-amiral                      | Contre-amiral                      | Capitaine de 1er rang                      | Capitaine de 1er rang                      | Capitaine de 2e rang                      | Capitaine de 2e rang                      | Capitaine de 3e rang                      | Capitaine de 3e rang                      | Capitaine-lieutenant                     | Capitaine-lieutenant                     | Lieutenant principal                     | Lieutenant principal                     | Lieutenant                       | Lieutenant                       | Lieutenant junior                         | Lieutenant junior                         | pas d'équivalent | pas d'équivalent | pas d'équivalent | pas d'équivalent | pas d'équivalent | pas d'équivalent | pas d'équivalent | pas d'équivalent | pas d'équivalent | pas d'équivalent | pas d'équivalent | pas d'équivalent |
| Russie               | pas d'équivalent | pas d'équivalent | Amiral de la flotte (Адмирал флота) | Amiral de la flotte (Адмирал флота) | Amiral (Адмирал)                   | Amiral (Адмирал)                   | Vice-amiral (Вице-адмирал)         | Vice-amiral (Вице-адмирал)         | Contre-amiral (Контр-адмирал)      | Contre-amiral (Контр-адмирал)      | Capitaine de 1er rang (Капитан 1-го ранга) | Capitaine de 1er rang (Капитан 1-го ранга) | Capitaine de 2e rang (Капитан 2-го ранга) | Capitaine de 2e rang (Капитан 2-го ранга) | Capitaine de 3e rang (Капитан 3-го ранга) | Capitaine de 3e rang (Капитан 3-го ранга) | Capitaine-lieutenant (Капитан-лейтенант) | Capitaine-lieutenant (Капитан-лейтенант) | Lieutenant principal (Старший лейтенант) | Lieutenant principal (Старший лейтенант) | Lieutenant (Лейтенант)           | Lieutenant (Лейтенант)           | Lieutenant subalterne (Младший лейтенант) | Lieutenant subalterne (Младший лейтенант) | pas d'équivalent | pas d'équivalent | pas d'équivalent | pas d'équivalent | pas d'équivalent | pas d'équivalent | pas d'équivalent | pas d'équivalent | pas d'équivalent | pas d'équivalent | pas d'équivalent | pas d'équivalent |

Enrôlés
| Russie |                                       |                     |                                                         |                                                         |                                   |                                   |                                            |                                            | pas d'équivalent | pas d'équivalent |                                           |                                           | pas d'équivalent | pas d'équivalent |                                  |                                  |                  |                  |                  |
| Russie | Midshipman principal (Старший мичман) | Midshipman (Мичман) | Maître en chef du navire (Главный корабельный старшина) | Maître en chef du navire (Главный корабельный старшина) | Maître en chef (Главный старшина) | Maître en chef (Главный старшина) | Maître de 1re classe (Старшина 1-й статьи) | Maître de 1re classe (Старшина 1-й статьи) | pas d'équivalent | pas d'équivalent | Maître de 2e classe (Старшина 2-й статьи) | Maître de 2e classe (Старшина 2-й статьи) | pas d'équivalent | pas d'équivalent | Matelot breveté (Старший матрос) | Matelot breveté (Старший матрос) | Matelot (Матрос) | Matelot (Матрос) | Matelot (Матрос) |